# Wanekreek
De Wanekreek, ook wel Blakawatrakreek, is een rivier in Suriname.
De Wanekreek is een zijrivier van de Marowijne, die daar aan de linkerzijde ten noorden van de plaats Albina uitmondt. Mits de rivier wordt onderhouden, is ze bevaarbaar voor korjalen en het vervoer van hout.
De rivier vormt samen met de Coermotibo een bifurcatie, hoewel het onzeker is of bifurcatie wel op natuurlijke wijze is ontstaan. Ottens (1718) en Heneman (1784) hanteerden voor de bifurcatie en (delen van) de rivier(en) ook wel (abusievelijk) de naam Leeuwarder Vaart. Via de Cottica gaat een vaarroute naar de hoofdstad Paramaribo, de Coppename, Wajambo, Arawara en uiteindelijk Nickerie in het uiterste westen van Suriname.